# Agave stricta
Agave stricta, conocida popularmente como rabo de león, es una especie perteneciente a la familia Asparagaceae, nativa desde Puebla a Oaxaca en el sur de México.

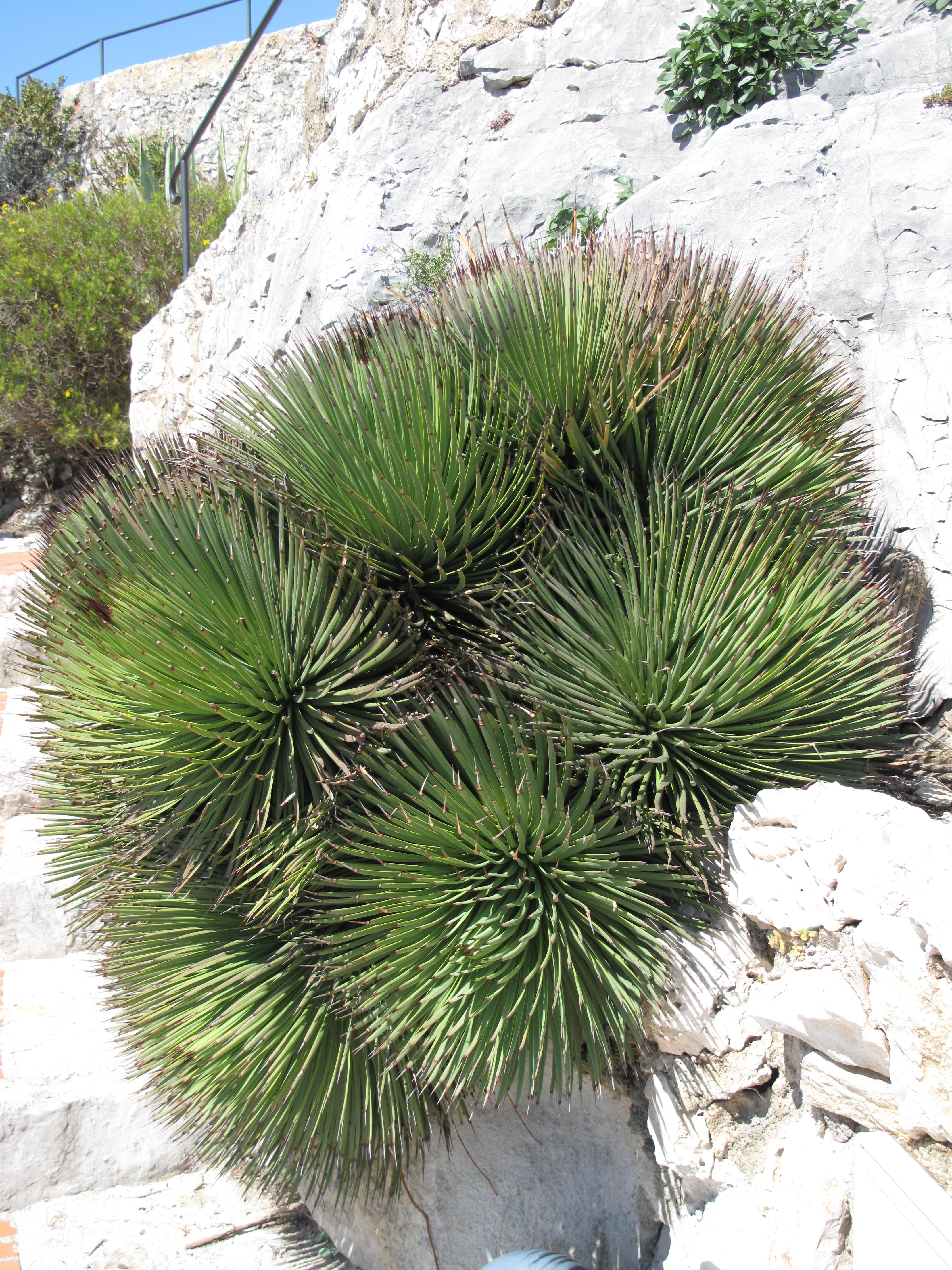
En su hábitat

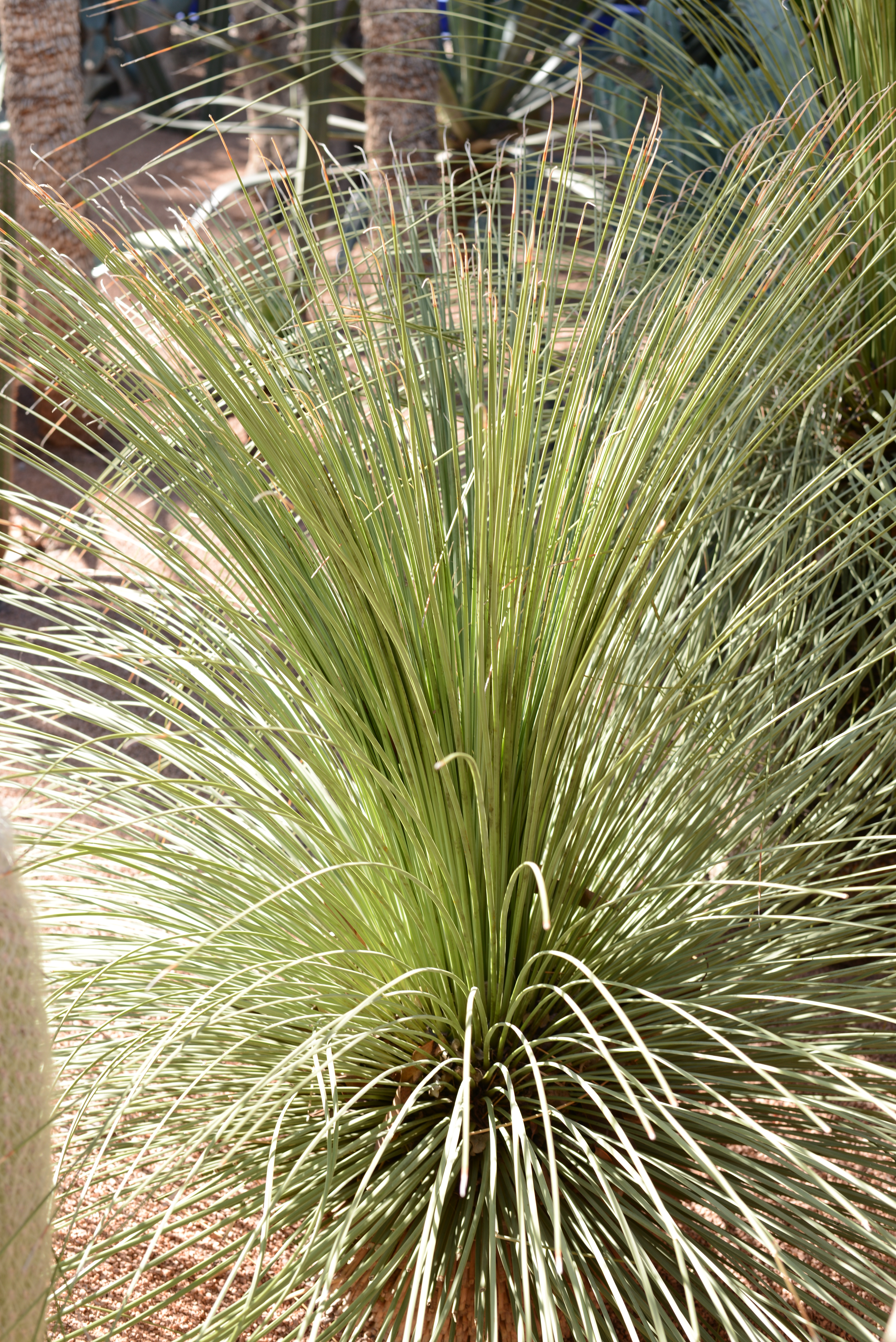
Vista de la planta

## Descripción
Árbol de hoja perenne suculenta que alcanza un tamaño de 50 cm de altura. Las hojas, estrechas y espinosas, se disponen en forma de roseta. La inflorescencia se produce en racimos erectos de 2 m de largo, con flores de color púrpura rojizo que aparecen en verano.

## Cultivo
Con una temperatura mínima de 10 °C, esta planta requiere una cubierta climatizada durante el invierno en las regiones templadas, aunque puede ser colocado al aire libre durante los meses de verano. 
Ha ganado el premio Award of Garden Merit de la Royal Horticultural Society.

## Taxonomía
Agave stricta fue descrita por Joseph zu Salm-Reifferscheidt-Dyck y publicado en Bonplandia 7: 94. 1859.
Etimología
Agave: nombre genérico que fue dado a conocer científicamente en 1753 por el naturalista sueco Carlos Linneo, quien lo tomó del griego Agavos. En la mitología griega, Ágave era una ménade hija de Cadmo, rey de Tebas que, al frente de una muchedumbre de bacantes, asesinó a su hijo Penteo, sucesor de Cadmo en el trono. La palabra agave alude, pues, a algo admirable o noble.
stricta: epíteto latíno que significa "erecta"
Sinonimia
- Agave echinoides Jacobi
- Agave striata var. echinoides Baker
- Agave striata fo. stricta (Salm-Dyck) Voss
- Agave striata subsp. stricta (Salm-Dyck) B.Ullrich
- Agave striata var. stricta (Salm-Dyck) Baker
- Agave striata var. stricta (Salm-Dyck) Voss
- Bonapartea stricta (Salm-Dyck) Vukot.[9][10]